# Мобан, Пьер
Пьер Моба́н (фр. Pierre Maubant, 20 сентября 1803, Васси — 21 сентября 1839, Сеул) — святой Римско-Католической Церкви, мученик, первый французский католический миссионер в Корее, член миссионерской конгрегации «Парижское общество заграничных миссий».

## Биография
В 1831 году Мобан вступил во французскую миссионерскую организацию Парижское общество заграничных миссий. После рукоположения в священника он был послан на миссию в Китай, а затем в Корею, став тем самым первым миссионером из Франции, который стал заниматься распространением католицизма в Корее.
Мобан, считая, что для успешного распространения христианства необходимы священники из местного населения, стал привлекать корейских юношей к священническому служению. С 1836 года он стал заниматься с тремя юношами (среди которых был Андрей Ким), обучая их латинскому языку и основам богословия. Затем он отправил их на обучение в Макао.
Во время преследований католиков в Корее местные власти арестовывали многих корейских верующих, чтобы те выдавали местоположение иностранных миссионеров. Епископ Лаврентий Эмбер призывал миссионеров из Европы выходить из подполья, чтобы корейские  власти оставили в покое местных верующих. Мобан последовал совету епископа и добровольно отдался в руки властей.
21 сентября 1839 года был обезглавлен в Сеуле.

## Прославление
Беатифицирован 5 июля 1925 года Римским Папой Пием XI и канонизирован 6 мая 1984 года Римским Папой Иоанном Павлом II вместе с группой 103 корейских мучеников.
День памяти в Католической Церкви — 20 сентября.

## Источник
- Catholic Bishops’ Conference of Korea Newsletter No. 50 (Spring 2005)  (англ.)